# Воин (минный заградитель)
Воин, с 1918 года — M-1, с 1939 года — «Лоухи» (фин. Louhi) — минный заградитель русского Военного ведомства, приписанный к Свеаборгской крепости, впоследствии плавбаза и минный заградитель ВМС Финляндии.
Спущен на воду в 1916 году в Коломне. 7 ноября 1917 года его экипаж перешёл на сторону Советской власти.
12 апреля 1918 года при выводе боевых кораблей из Гельсингфорса был оставлен в порту и 20 апреля захвачен финнами.
Под индексом «М-1» перед войной использовался в качестве базы подводных лодок и имел на вооружении два 75-мм орудия, четыре 40-мм и один 20-мм зенитные автоматы. В декабре 1939 года был переименован в «Лоухи» (фин. «Louhi») в честь женского персонажа старо-финского народного эпоса «Калевала».
Как минный заградитель имел характеристики: водоизмещение 640 тонн, длина-ширина-осадка 50 — 8 — 2,7 метра. На вооружении сохранились те же два 75-мм орудия, а также два 40-мм и один 20-мм зенитные автоматы. Корабль мог принять на борт 140 мин. Паровая поршневая машина развивала мощность 1000 л. с., что обеспечивало заградителю скорость 11 узлов. Запас угля 39 тонн. Экипаж 48 человек.
В декабре 1939 года под командованием капитан-лейтенанта Йоуко Олави Каарло Архо (Kapteeni-luutnantti Arho) выставил в Аландском море минное заграждение, на котором предположительно погибла советская подводная лодка С-2.
В конце июня 1941 года минный заградитель уже под командованием капитан-лейтенанта Асикайнена (Kapteeni-luutnantti Asikainen), снова действовал в этом районе и выставил 201 мину..
12 января 1945 года «Лоухи» вместе с другим финским минным заградителем «Руотинсальми» в сопровождении двух советских малых охотников возвращался с минной постановки у острова Руссарэ. В 11 часов 50 минут он был потоплен акустической торпедой немецкой подводной лодки U-370 в точке с координатами 59°40′ с. ш. 23°05′ в. д.. Корабль затонул за две минуты. 11 человек команды погибли, 33 человека выжили (по другим данным 10 человек погибли и 31 человек спасся). Этот эпизод считается последней удачной атакой немецких подводных лодок на Балтике.

## Галерея

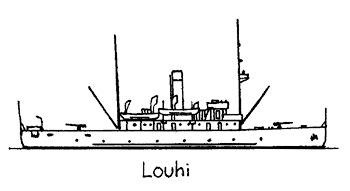
Силуэт минного заградителя «Лоухи»
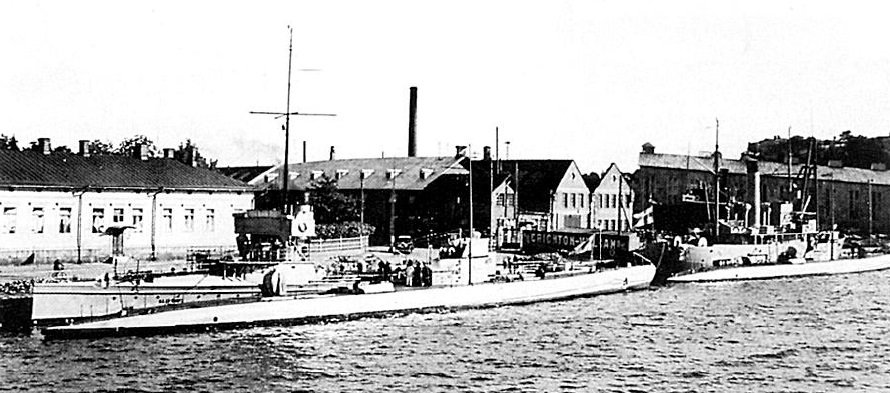
Финские подлодки «Ветехинен» и «Весихииси» у верфи в Турку. Другие корабли на фото — канлодка «Kлас Хорн» и М-1. 1931 год
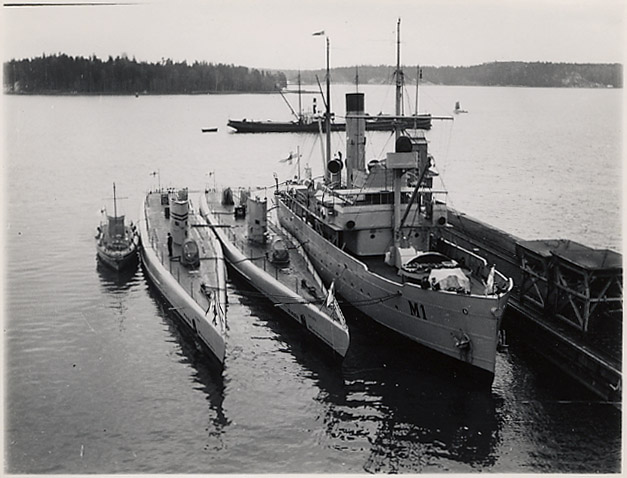
Плавучая база подводных лодок М-1 и две финские подводные лодки. До 1939 года
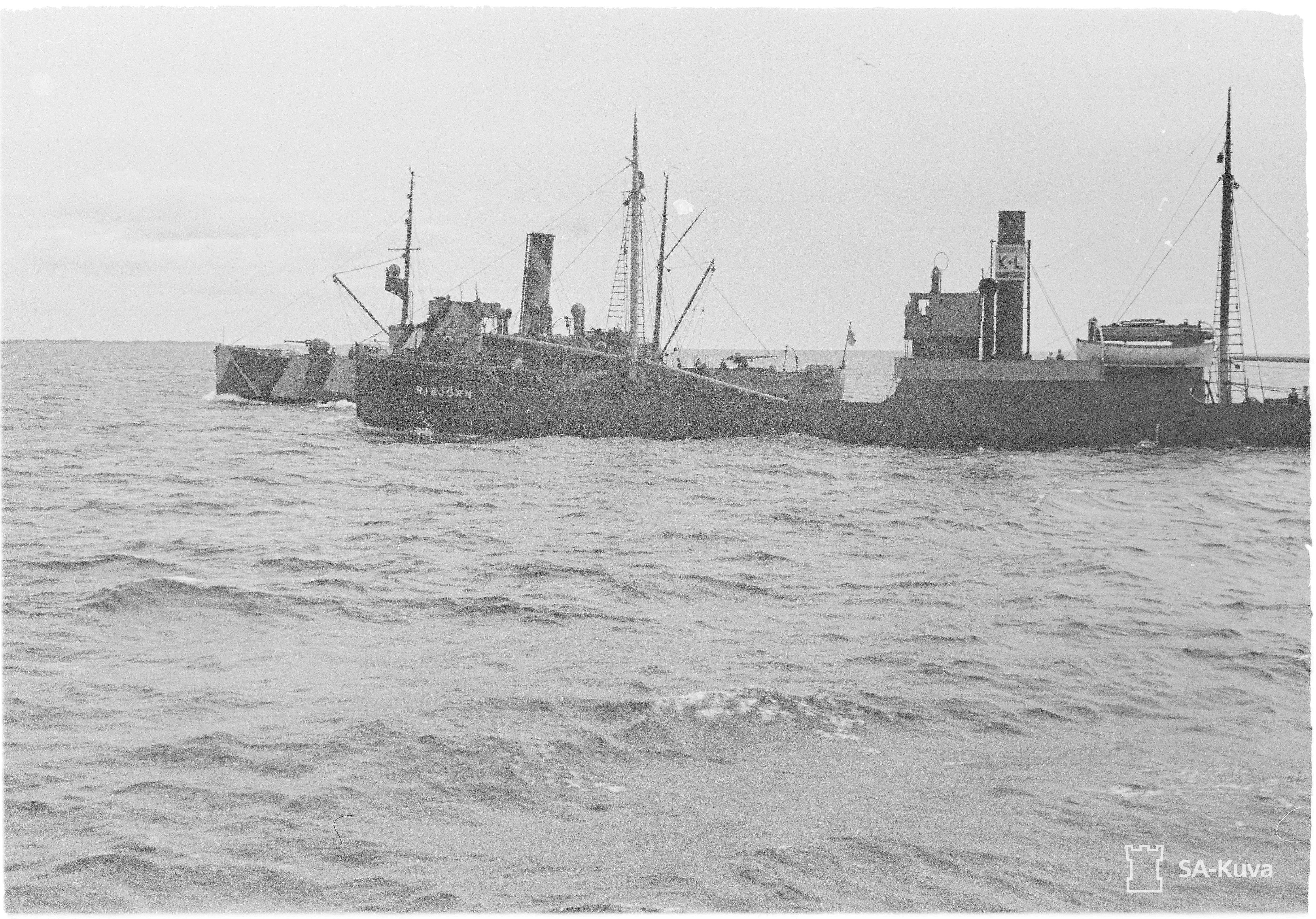
«Лоухи» (на заднем плане, в камуфляжной расцветке) эскортирует конвой в Аландском море, 1942 год